# Agostino Oldoini
Agostino Oldoini (La Spezia, 6 de junio de 1612 - Perugia, 23 de marzo de 1683) fue un jesuita italiano, historiador y bibliógrafo.

## Vida
Nacido en La Spezia en el seno de una familia originaria de Cremona establecida en la República de Génova en el siglo XV, fue hijo de Orazio Oldoini y Cassandra Lolio.
Hizo sus primeros estudios en su ciudad natal y los prosiguió en el colegio que la Compañía de Jesús tenía en Roma; a los dieciséis años de edad pronunció los votos en el Colegio del Nombre de Jesús de Nápoles.
Fue profesor de Filosofía y Teología en Perugia y en Ancona antes de establecerse en Roma para dedicarse al estudio de la historia de la iglesia católica.

## Obra
Dejó publicadas varias obras, principalmente sobre historia eclesiástica y bibliografía, sin contar otras que quedaron inéditas tras su muerte:
- Alcune difficoltà principali della grammatica con i precetti di ciascuna regola date in luce ad instanza et uso dei scolari della Compagnia di Gesù (Ancona, 1637); compuesta durante su etapa como docente para uso de los alumnos de gramática latina.
- Athenæum Romanum, in quo summorum pontificum ac pseudopontificum necnon SRE cardinalium et pseudocardinalium scripta publice exponuntur (Perugia, 1670); bibliografía de papas y antipapas.
- Vitæ et res gestæ pontificum romanorum et S.R.E. cardinalium Alphonsi Ciacconi, (4 vols., Roma, 1670 -77); reedición y continuación de la obra del mismo título que dejara escrita Alfonso Chacón.
- Necrologium pontificum ac pseudopontificum romanorum (Roma, 1671); necrologio de papas y antipapas.
- Clementes titulo sanctitatis vel morum sanctimonia illustres (Perugia, 1675); biografía de los santos llamados Clemente.
- Athenæum Augustum, in quo perusinorum scripta publice exponuntur (Perugia, 1680); bibliografía de escritores perusinos.
- Athenæum Ligusticum, seu syllabus scriptorum ligurum necnon sarzanensium ac cyrnensium rei publicæ genuensis subditorum (Perugia, 1680); bibliografía de escritores ligures.